# Співаківка (Ізюмський район)
Співаківка (з 1921 до 19.05.2016 — Червóний Шахта́р) — село в Україні, у Оскільській сільській територіальній громаді Ізюмського району Харківської області. Населення становить 501 осіб. До 2020 орган місцевого самоврядування — Заводська сільська рада.

## Географія
Село Співаківка розміщене на лівому березі річки Сіверський Донець, річка в цьому місці звивиста, утворює лимани і заболочені озера, на протилежному березі розташоване село Заводи. Село оточене великим лісовим масивом (сосна).

## Походження назви
До встановлення радянської влади село мало назву Співаківка. Потім перейменоване на Червоний Шахтар. У 2016 році Верховна Рада України повернула селу його історичну назву.

## Історія
- 17 (27) лютого 1682 — дата заснування Співаківки.[1]
- у 1692 році в селі було проведено перепис[2].
- 7 листопада 1921 — Співаківку було перейменовано на Червоний Шахтар. Це було викликано тим, що в боротьбі проти денікінців брали участь і шахтарі, які воювали в загонах Червоної Армії. Деякі з них загинули і поховані у Співаківці.
- 1920-і — 1930-х роки — до складу села Червоний Шахтар приєднали слободу Заводи[3].
- Під час Другої світової війни с. Співаківка з осені 1941 до лютого 1943 року перебувало під німецькою окупацією. Бійців, що загинули в боях за визволення села, було поховано у братській могилі. У 1962 році на могилі було встановлено пам'ятник.
- 19 травня 2016 — Червоний Шахтар перейменовано назад на Співаківку постановою Верховної Ради України.
- 19 липня 2020 року, в результаті адміністративно-територіальної реформи та ліквідації Ізюмського району (1923—2020), село увійшло до складу новоутвореного Ізюмського району[4].

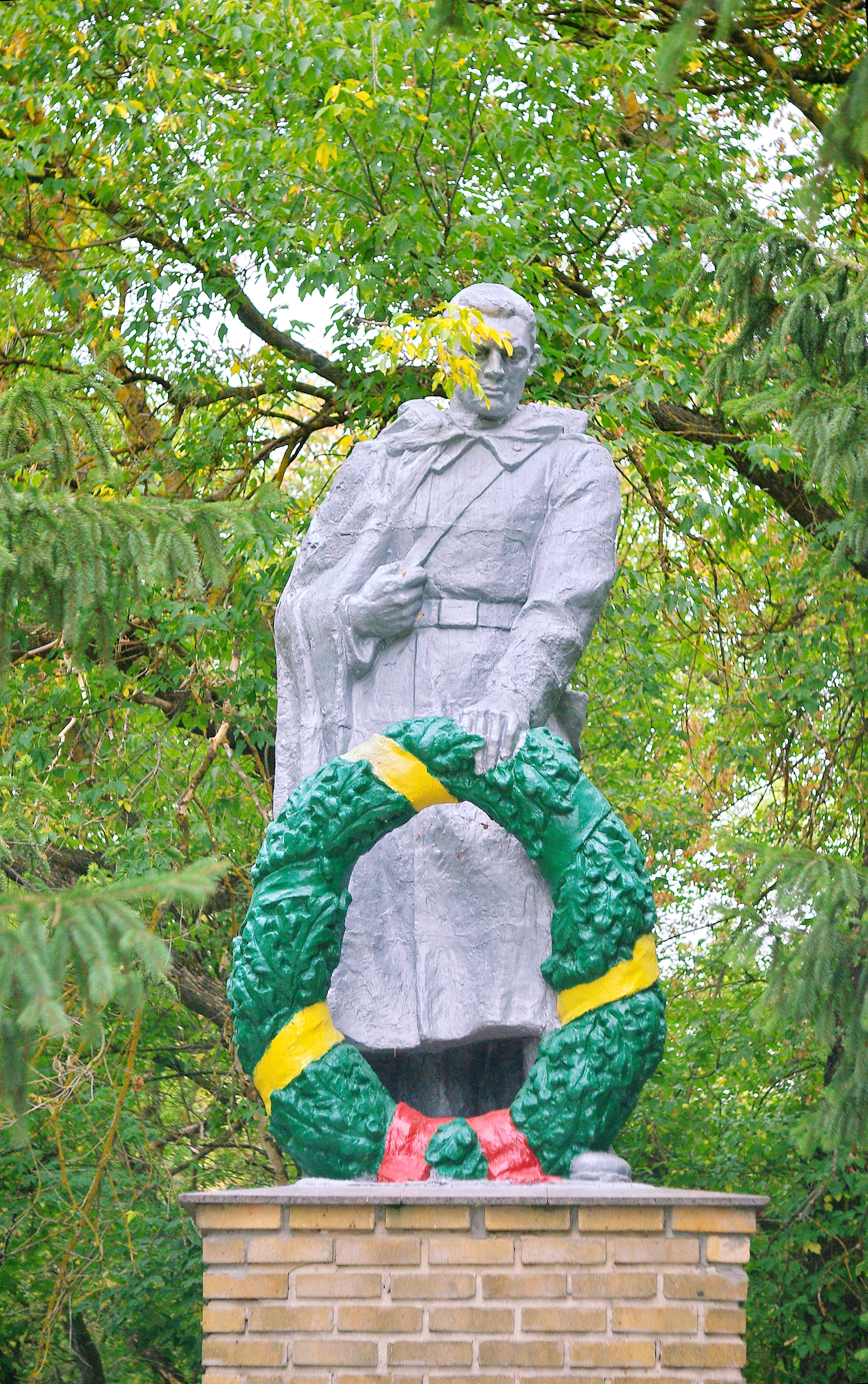
Spivakivka Izium region Bed of Honor

### Загинули у боях за село
- Пінчук Руслан Григорович (1988—2022) — сержант Збройних Сил України, учасник російсько-української війни, що загинув у ході російського вторгнення в Україну в 2022 році.

## Населення
Згідно з переписом УРСР 1989 року чисельність наявного населення села становила 547 осіб, з яких 244 чоловіки та 303 жінки.
За переписом населення України 2001 року в селі мешкало 498 осіб.

### Мова
Розподіл населення за рідною мовою за даними перепису 2001 року:
| Мова       | Відсоток |
| ---------- | -------- |
| українська | 90,22 %  |
| російська  | 8,78 %   |
| вірменська | 1,00 %   |

## Економіка
- Молочно-товарна ферма.
- Придонецьке лісництво.
- Студія звукозапису Spivaki records [Архівовано 20 лютого 2020 у Wayback Machine.].

## Об'єкти соціальної сфери
- Школа

## Відомі люди
- Галицький Микола Васильович (19.12.1918 — 04.08.1976) — уродженець села, учасник Другої світової війни, гвардії старший сержант, за відвагу удостоєний звання Герой Радянського Союзу (27.04.1945), кавалер ордена Леніна.
- Кушнарьов Євген Петрович — український політик, 16 січня 2007 року був смертельно поранений випадковим пострілом під час полювання біля села Червоний Шахтар[8].